# روزی روزگاری در ونیز
روزی روزگاری در ونیز (به انگلیسی: Once Upon a Time in Venice) فیلمی محصول سال ۲۰۱۷ و به کارگردانی مارک کالن است. در این فیلم بازیگرانی همچون بروس ویلیس، جان گودمن، جیسون موموآ، کریستوفر مک‌دونالد، وود هریس، استفانی سیگمن، فامکه یانسن، توماس میدلتیچ، آدریان مارتینز، کل پن، کن داویتیان، ویکتور ارتیز، تایگا ایفای نقش کرده‌اند.